# Domitia Paulina die Jüngere
Domitia Paulina (Minor, d. h. die Jüngere; * um 75; † um 130) war die ältere Schwester des römischen Kaisers Hadrian.

## Leben
Domitia Paulina (Minor) war das älteste Kind und die einzige Tochter ihrer gleichnamigen Mutter (zur Unterscheidung Domitia Paulina Maior genannt) und des Senators Publius Aelius Hadrianus Afer, der es bis zur Prätur brachte. Sie stammte aus einer angesehenen römischen, in Spanien beheimateten Senatorenfamilie und wurde höchstwahrscheinlich in Italica (beim heutigen Sevilla) in der Provinz Hispania Baetica geboren und erzogen. Nach dem Tod ihrer Eltern (um 86 n. Chr.) übernahmen der mit ihrem Vater verwandte spätere römische Kaiser Trajan und der Offizier Publius Acilius Attianus ihre und ihres Bruders Hadrian Erziehung. Vor seiner Thronbesteigung (98 n. Chr.) verheiratete Trajan sein Mündel Domitia Paulina mit dem spanisch-römischen Senator und dreimaligen Konsul Lucius Iulius Ursus Servianus. Aus der Ehe ging eine Tochter Iulia Serviana Paulina hervor, die von ihren Eltern vor Trajans Tod (117 n. Chr.) mit dem ebenfalls aus Spanien stammenden römischen Konsularen Gnaeus Pedanius Fuscus Salinator vermählt wurde. Der mit Domitia Paulina befreundete Senator Plinius der Jüngere beglückwünschte sie in einem Brief für diese Heirat.
Domitia Paulina starb um 130 n. Chr., jedenfalls aber nach 125 n. Chr. Ihr Bruder und Gatte ließen sie privat feierlich bestatten. Hadrian ließ sie aber nach ihrem Tod lange Zeit nicht öffentlich ehren. Doch fand man Inschriften, in denen sie als Schwester des Kaisers gefeiert wird, so in Fundi, in Lyttos auf Kreta und in Attaleia.